# La guardiana di maiali e il pastore
La guardiana di maiali e il pastore (Свинарка и пастух, Svinarka i pastuch) è un film del 1941 diretto da Ivan Aleksandrovič Pyr'ev.

## Trama
La perizia e la passione che la giovane Glaša ha mostrato nell'allevamento dei maiali le valgono un viaggio premio all'esposizione centrale di Mosca, dove ella non solo approfondisce le proprie conoscenze zootecniche – delle quali si avvale per migliorare la propria azienda -, ma ha l'occasione di stringere una affettuosa amicizia con Musaib, un pastore del Daghestan, con tanto di mustacchi, presente anch'egli nella capitale sovietica in virtù dei propri singolari acquisimenti nel suo campo lavorativo.
I due progettano di reincontrarsi, possibilmente, a Mosca, l'anno successivo. Ognuno dei due torna ai propri paesi d'origine, dove inizia l'inverno, duro tanto nelle innevate foreste della Russia settentrionale – patria di lei – quanto negli impervi contrafforti montuosi del Caucaso. Musaib, rendendosi conto di essersi innamorato di Glaša, le scrive una lettera dichiarandole il suo amore.
Il problema con questa lettera è che non è scritta in russo – lingua madre di Glaša, che a sua volta prova amore per lui – e nessuno dei conoscenti della ragazza è in grado di tradurla. Interviene allora Kuz'ma, un bellimbusto del paese di lei, che si è messo in testa di conquistare ed eventualmente sposare la giovane, e – resosi conto che della predilezione di Glaša per Musaib - le confida di conoscere qualcuno in grado di tradurre la lettera. Nella missiva, spega Kuz'ma a Glaša, Musaib comunicherebbe il suo recente matrimonio con una donna del suo paese.
Glaša è profondamente amareggiata dalla notizia, e, col tempo, finisce per accettare la proposta di matrimonio di Kuz'ma, pur con la morte nel cuore. È solo il giorno delle nozze che Musaib irrompe nel paese di Glaša, dopo aver percorso a cavallo, coi suoi mustacchi, migliaia di verste, e l'intera situazione viene messa in chiaro: il vero contenuto della lettera viene alla luce, così come la falsa traduzione di essa che Kuz'ma si era inventato per guadagnarsi la ragazza. Il progettato matrimonio viene disdetto, e Glaša e Musaib possono riunirsi, coppia felice nonché fulgente esempio di produttività comunista.